# Alex Meyer (baseball)
Pour l’article homonyme, voir Alex Meyer.
Alex John Meyer (né le 3 janvier 1990 à Greensburg, Indiana, États-Unis) est un ancien lanceur droitier de la Ligue majeure de baseball.

## Carrière
Joueur à l'école secondaire de sa ville natale, Alex Meyer est repêché au 20e tour de sélection par les Red Sox de Boston en 2008. La rumeur veut que les Red Sox lui aient offert 2,2 millions de dollars, mais il repousse cette offre pour honorer son engagement chez les Wildcats de l'université du Kentucky. Le grand lanceur droitier de 6′ 9″ (2,06 m) devient la 23e sélection au total du repêchage 2011 des joueurs amateurs et il est sélectionné par les Nationals de Washington à. Il est un choix que les Nationals effectuent au tour de sélection des White Sox de Chicago, qui doivent le leur concéder en guise de compensation pour la signature d'un de leurs anciens joueurs devenu agent libre, en l'occurrence Adam Dunn.

### Ligues mineures
Joueur d'avenir hautement considéré, il apparaît au début 2013 au 59e rang du palmarès des 100 meilleurs prospects dressé annuellement par Baseball America, avant de se hisser en 45e place en 2014, puis d'être classé 62e au début 2015. Il impressionne dans les ligues mineures avec une balle rapide qui dépasse régulièrement les 153 km/h et s'élève occasionnellement au-dessus des 160 km/h.
Après une seule saison, en 2012, en ligues mineures avec des clubs affiliés aux Nationals, Meyer est échangé par Washington : le 29 novembre 2012, il est transféré aux Twins du Minnesota en retour du voltigeur Denard Span. Meyer représente les Nationals au match des étoiles du futur en 2012 à Kansas City et les Twins à celui de 2014 à Minneapolis. Après trois saisons complètes comme lanceur partant dans les mineures, Meyer est assigné en 2015 à l'enclos de relève[réf. souhaitée].
Entre deux saisons de baseball, Meyer est pour un salaire de 63 dollars par jour professeur suppléant à Greensburg, en Indiana, où il enseigne tant aux jeunes de l'école élémentaire, qu'à ceux de l'école secondaire ou même de la maternelle.

### Twins du Minnesota
Alex Meyer fait ses débuts dans le baseball majeur comme lanceur de relève des Twins du Minnesota le 26 juin 2015 contre les Brewers de Milwaukee.

### Angels de Los Angeles
Le 1er août 2016, les Twins échangent Meyer et le lanceur droitier Ricky Nolasco aux Angels de Los Angeles en retour du lanceur gaucher Hector Santiago et du lanceur droitier Alan Busenitz.